# Convenção Nacional Democrata de 1960
A Convenção Nacional Democrata de 1960 foi realizada em Los Angeles, Califórnia, de 11 a 15 de julho de 1960. Ela indicou o senador John F. Kennedy, de Massachusetts, para presidente e o líder da maioria no Senado Lyndon B. Johnson, do Texas, para vice-presidente.
Na eleição geral de novembro, a chapa Kennedy–Johnson obteve uma vitória no colégio eleitoral e uma estreita maioria de votos populares (pouco mais de 110.000 em nível nacional) sobre os candidatos republicanos, o vice-presidente Richard M. Nixon e o embaixador na ONU, Henry C. Lodge II.
Devido ao seu tamanho, o Biltmore Hotel foi selecionado para servir como hotel sede do Comitê Nacional Democrata. Ele também abrigou postos de comando para as campanhas dos vários candidatos que buscavam a indicação, estúdios temporários para as redes de televisão e espaços de trabalho para jornalistas selecionados.

## Prólogo
Os principais candidatos para a indicação presidencial democrata de 1960 foram Kennedy, o governador Pat Brown da Califórnia, o senador Stuart Symington do Missouri, o senador Lyndon B. Johnson do Texas, o ex-governador de Illinois Adlai Stevenson, o senador Wayne Morse do Oregon e o senador Hubert Humphrey do Minnesota. Vários outros candidatos buscaram apoio em seu estado ou região natal como candidatos "filho favorito" sem nenhuma chance realista de ganhar a indicação. Symington, Stevenson e Johnson se recusaram a fazer campanha nas primárias presidenciais. Embora isso tenha reduzido sua contagem potencial de delegados para a Convenção Nacional Democrata, cada um desses três candidatos esperava que os outros principais concorrentes tropeçassem nas primárias, fazendo com que os delegados da convenção o escolhessem como um candidato de "compromisso" aceitável para todas as facções do partido.
Kennedy foi inicialmente perseguido por sugestões de alguns veteranos do Partido Democrata (como o ex-presidente Harry S. Truman, que apoiava Symington) de que ele era muito jovem e inexperiente para ser presidente; esses críticos sugeriram que ele deveria concordar em ser o companheiro de chapa de outro democrata. Percebendo que essa era uma estratégia apregoada por seus oponentes para impedir que o público o levasse a sério, Kennedy declarou francamente: "Não estou concorrendo a vice-presidente, estou concorrendo a presidente".

Resultados das primárias democratas de 1960

A religião católica de Kennedy foi um problema nas primárias. Kennedy desafiou primeiro o senador de Minnesota Hubert Humphrey nas primárias de Wisconsin e o derrotou. As irmãs, irmãos e esposa de Kennedy, Jacqueline, vasculharam o estado em busca de votos, levando Humphrey a reclamar que ele "se sentia como um comerciante independente competindo contra uma rede de lojas". No entanto, alguns especialistas políticos argumentaram que a margem de vitória de Kennedy veio quase inteiramente de áreas católicas e, portanto, Humphrey decidiu continuar a disputa no estado fortemente protestante da Virgínia Ocidental. O primeiro debate televisionado de 1960 foi realizado na Virgínia Ocidental, e Kennedy superou Humphrey. A campanha de Humphrey estava com poucos fundos e não conseguiu competir por publicidade e outros movimentos de "saia para votar" com a campanha bem financiada e bem organizada de Kennedy. No final, Kennedy derrotou Humphrey com mais de 60% dos votos, e Humphrey encerrou sua campanha presidencial. A Virgínia Ocidental mostrou que Kennedy, um católico, poderia vencer em um estado fortemente protestante.

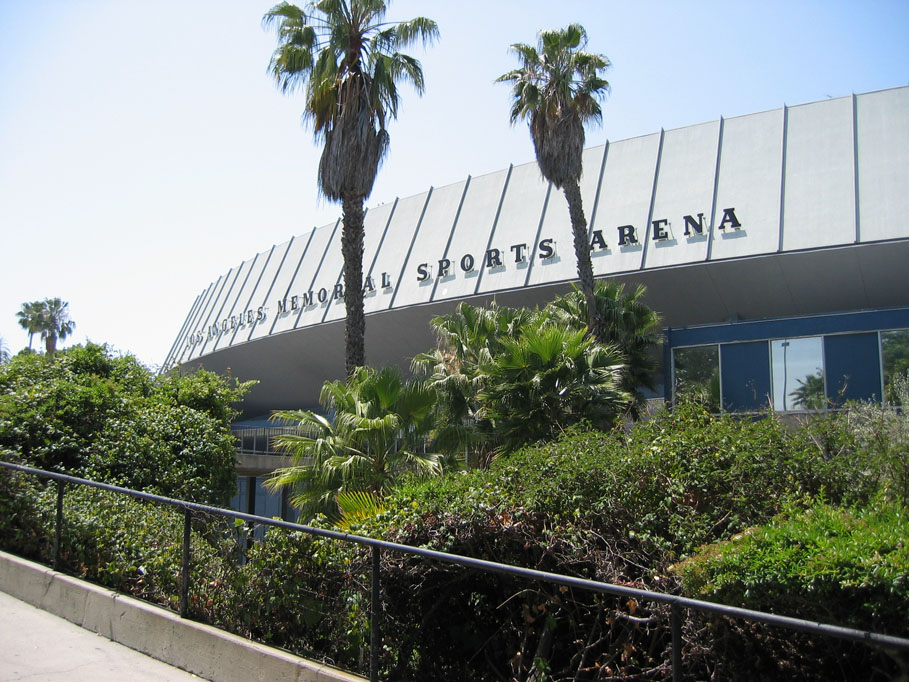
A Los Angeles Memorial Sports Arena (fotografado em 2007) foi o local da Convenção Nacional Democrata de 1960

Embora Kennedy tenha competido em apenas dez primárias presidenciais, os rivais de Kennedy, Johnson e Symington, não fizeram campanha em nenhuma primária. Embora Stevenson tenha sido duas vezes o candidato presidencial do Partido Democrata e mantido um grupo leal de liberais, especialmente na Califórnia, suas duas derrotas esmagadoras para o republicano Dwight Eisenhower levaram a maioria dos líderes e delegados do partido a procurar um "rosto novo" que pudesse vencer uma eleição nacional. Após as primárias, Kennedy viajou pelo país falando com delegações estaduais e seus líderes. Quando a Convenção Democrata foi aberta, Kennedy estava bem na liderança, mas ainda era visto como estando um pouco aquém do total de delegados de que precisava para vencer.
Na semana anterior à abertura da convenção, Kennedy recebeu dois novos desafiantes quando Lyndon B. Johnson, o poderoso Líder da Maioria no Senado do Texas, e Adlai Stevenson II, o indicado do partido em 1952 e 1956, anunciaram suas candidaturas. Johnson desafiou Kennedy para um debate televisionado antes de uma reunião conjunta das delegações do Texas e Massachusetts; Kennedy aceitou. A maioria dos observadores sentiu que Kennedy venceu o debate, e Johnson não foi capaz de expandir seu apoio de delegados além do Sul.
Dois apoiadores de Johnson, incluindo John Connally, levantaram a questão da saúde de Kennedy. Connally disse que Kennedy tinha a doença de Addison. O secretário de imprensa de JFK, Pierre Salinger, negou a história. Uma médica de Kennedy, Janet G. Travell, divulgou uma declaração de que as glândulas suprarrenais do senador estavam funcionando adequadamente e que ele não era mais suscetível a infecções do que qualquer outra pessoa. Também foi negado que Kennedy estivesse tomando cortisona.

## Plataforma
A plataforma democrata em 1960 foi a mais longa até então. Eles pediram um afrouxamento da política econômica rígida: "Nós, democratas, acreditamos que a economia pode e deve crescer a uma taxa média de 5% ao ano, quase duas vezes mais rápido que nossa taxa anual desde 1953... Como primeiro passo para acelerar o crescimento econômico, um presidente democrata porá fim à atual política de juros altos e restrição monetária."
Outras plataformas incluíam defesa nacional, desarmamento, direitos civis, imigração, ajuda externa, economia, reforma trabalhista e tributária. O senador Sam Ervin da Carolina do Norte tentou suavizar a plataforma do partido sobre direitos civis. Um discurso do delegado do Havaí Patsy Mink persuadiu dois terços do partido a manter sua posição progressista sobre a questão.

## Indicação presidencial

### Candidatos a presidente

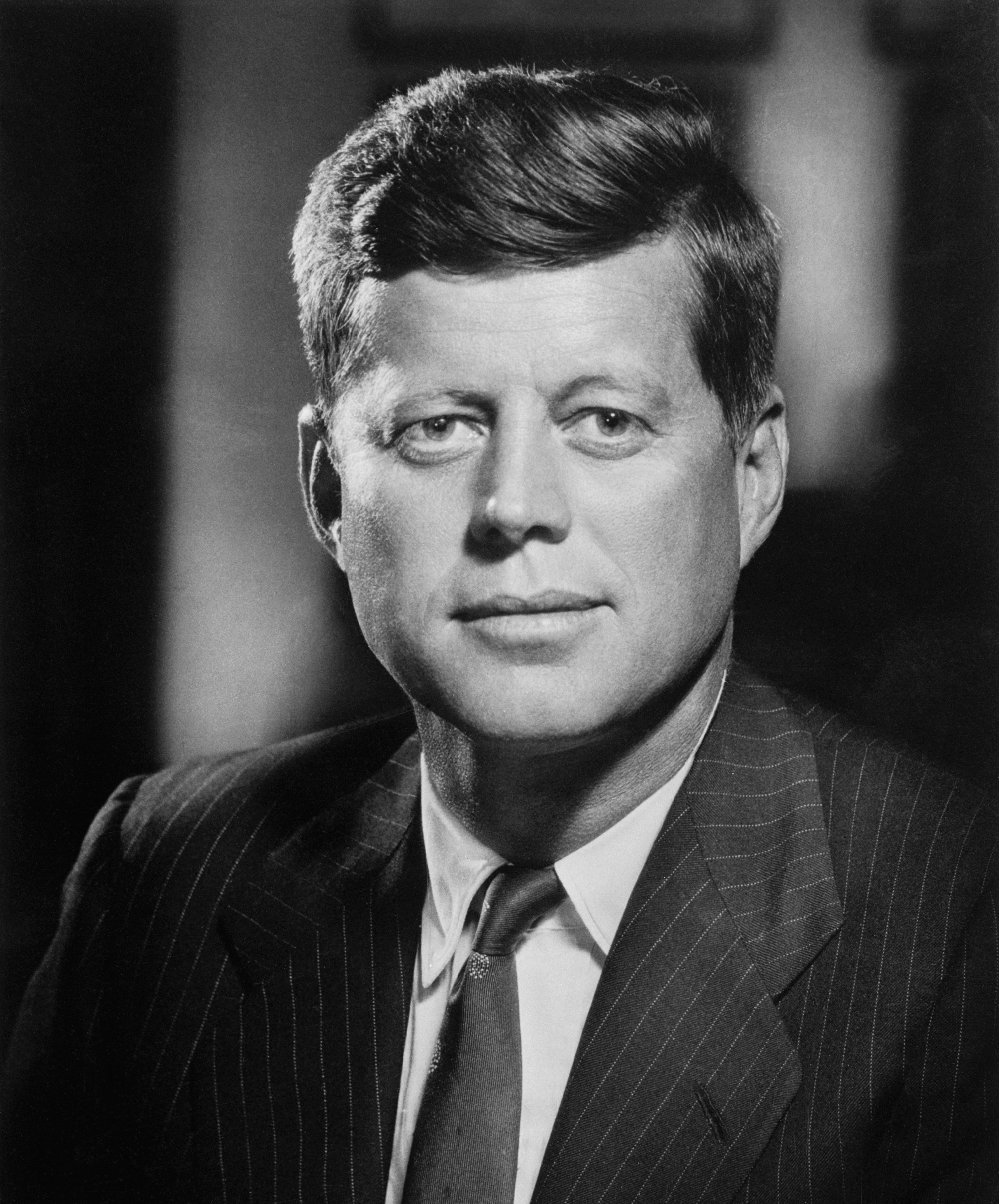
Senador John F. Kennedy de Massachusetts
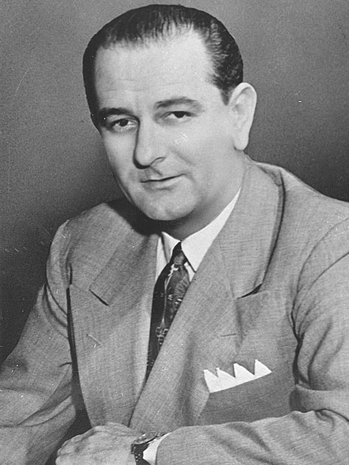
Líder da Maioria no Senado Lyndon B. Johnson do Texas
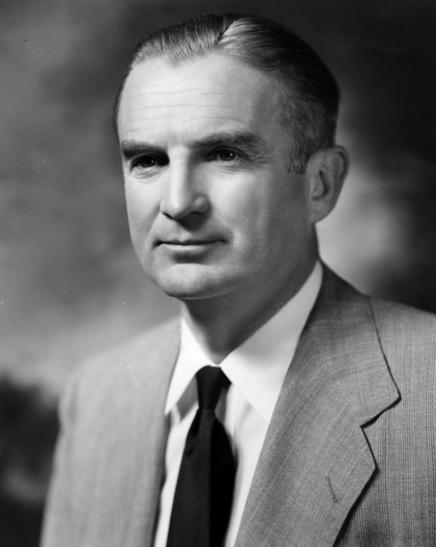
Senador Stuart Symington do Missouri
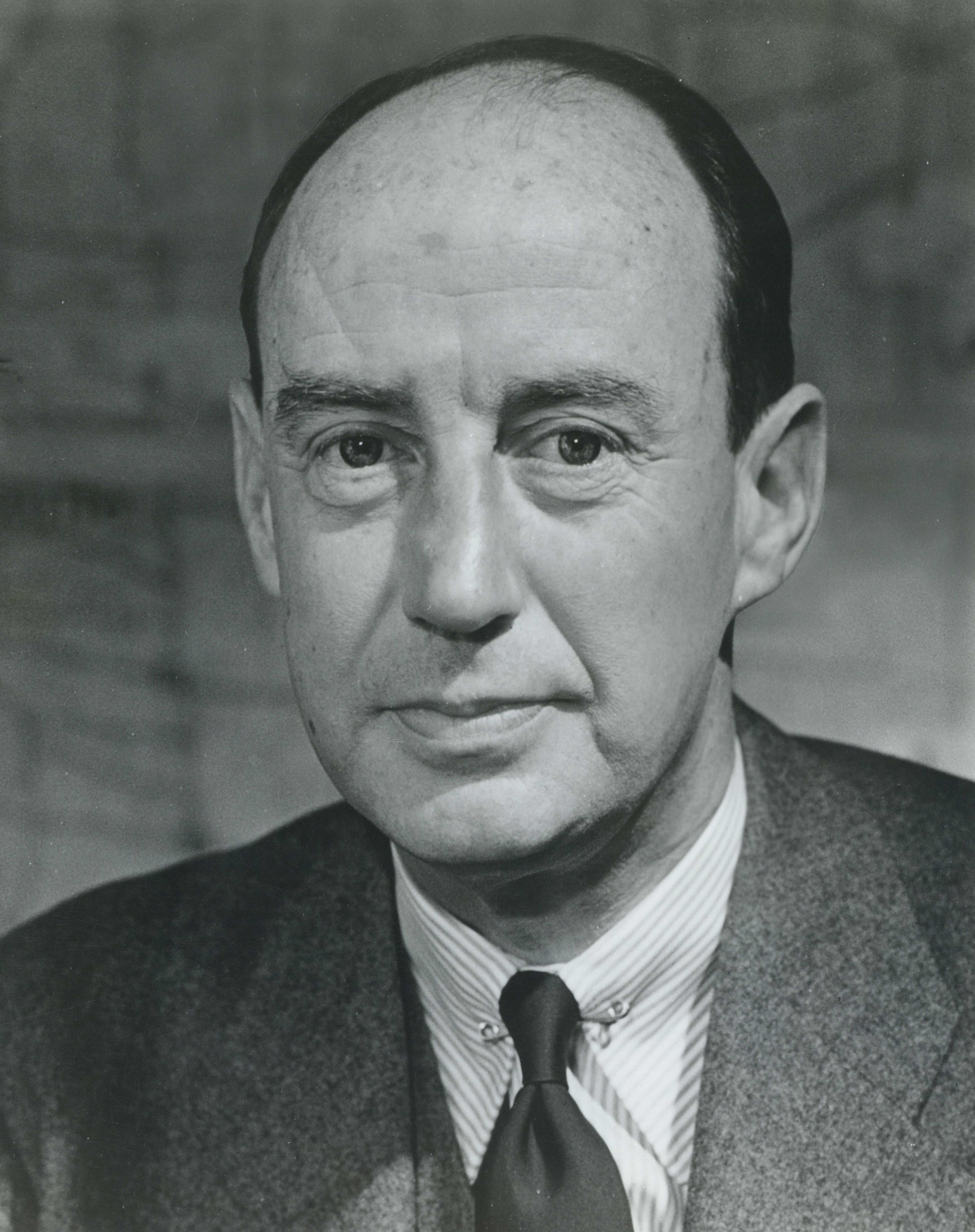
Ex-governador Adlai Stevenson de Illinois
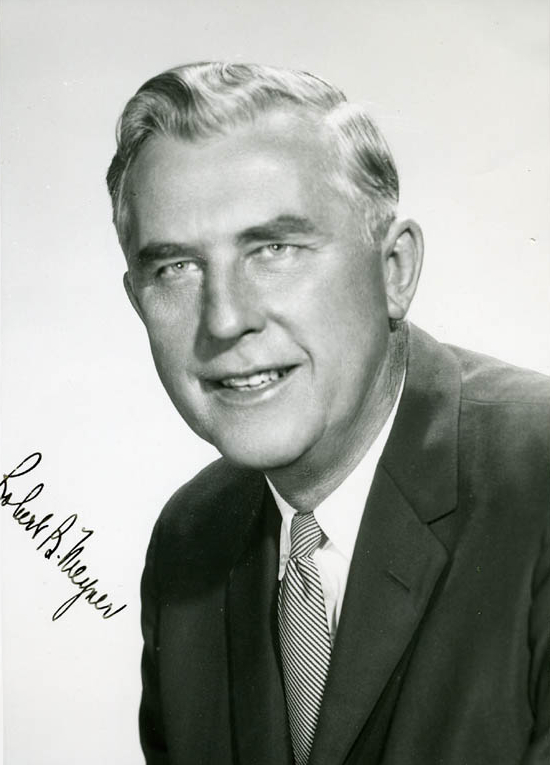
Governador Robert B. Meyner de Nova Jérsei
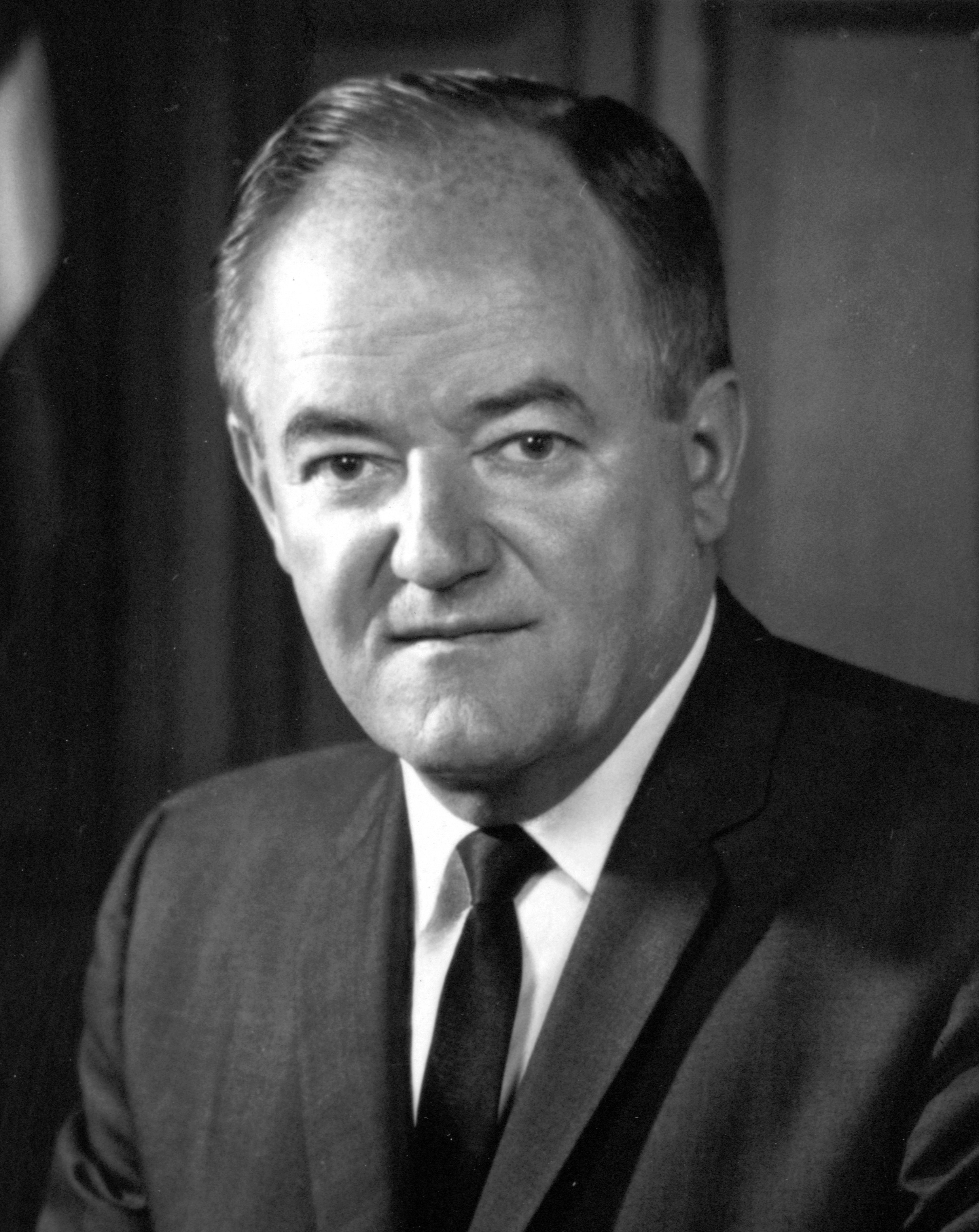
Senador Hubert Humphrey do Minnesota

Em 13 de julho de 1960, o terceiro dia da convenção, Kennedy obteve uma maioria estreita na primeira votação, com o coordenador de campanha Robert F. Kennedy garantindo delegados críticos no último minuto. A contagem final foi:
| Votação Presidencial | Votação Presidencial | Votação Presidencial |
| Candidato            | 1ª                   | Percentagem          |
| -------------------- | -------------------- | -------------------- |
| Kennedy              | 806                  | 52,99%               |
| Johnson              | 409                  | 26,89%               |
| Symington            | 86                   | 5,65%                |
| Stevenson            | 79,5                 | 5,23%                |
| Meyner               | 43                   | 2,83%                |
| Humphrey             | 41,5                 | 2,73%                |
| Smathers             | 30                   | 1,97%                |
| Barnett              | 23                   | 1,51%                |
| Loveless             | 1,5                  | 0,10%                |
| Brown                | 0,5                  | 0,03%                |
| Faubus               | 0,5                  | 0,03%                |
| Rosellini            | 0,5                  | 0,03%                |

Votação Presidencial / 3º Dia da Convenção (13 de julho de 1960)

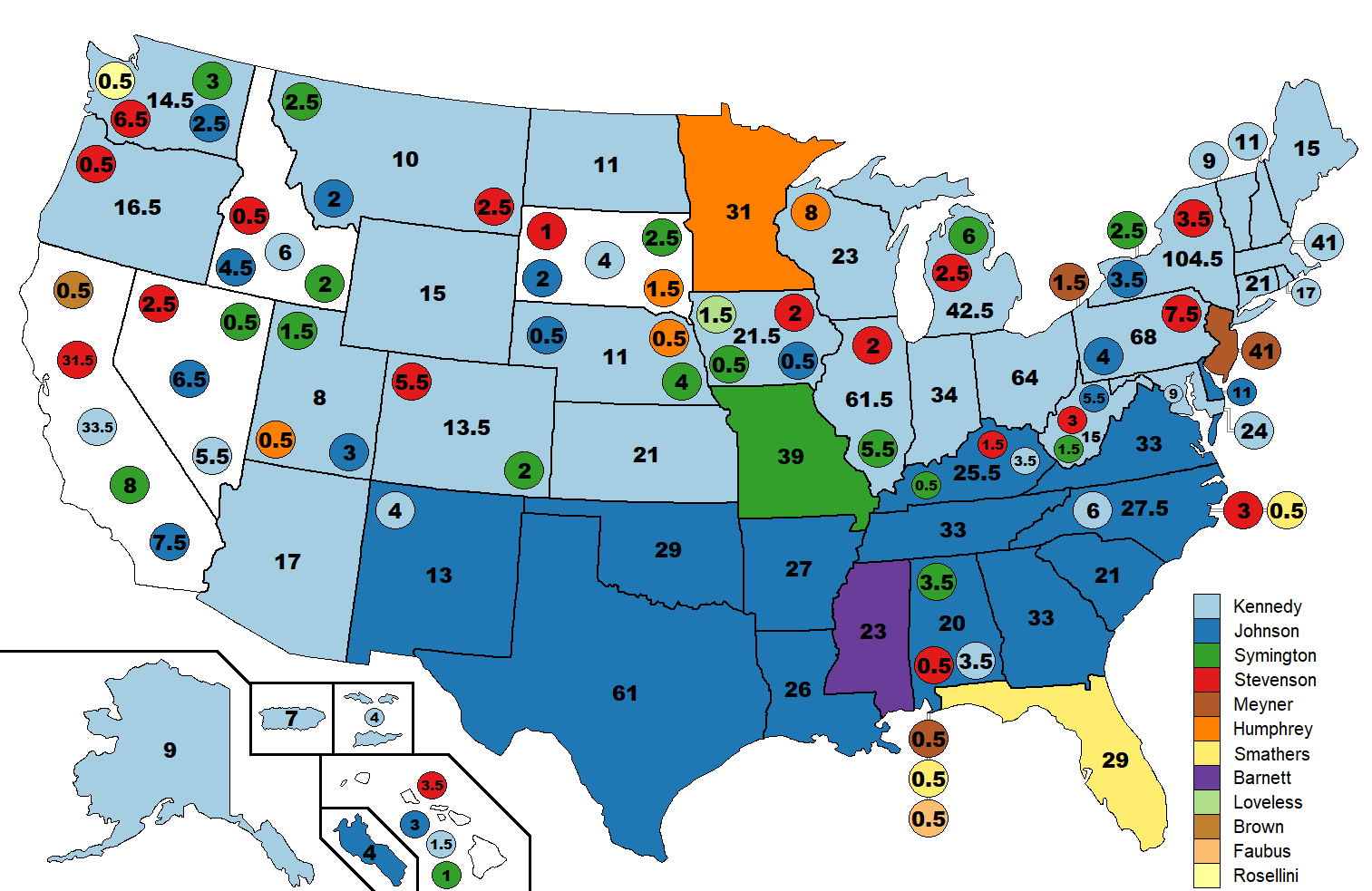
1ª votação presidencial

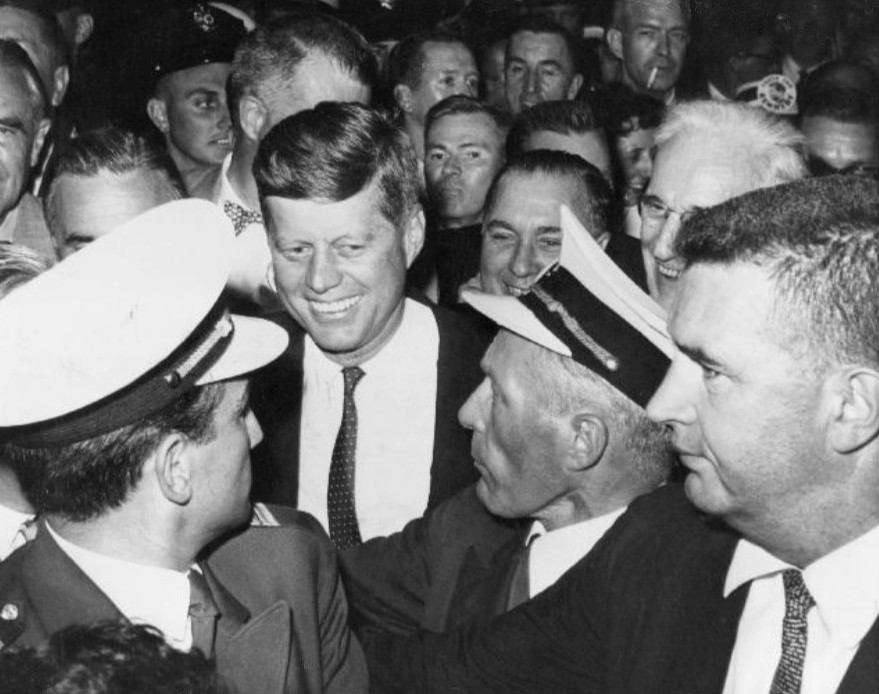
Kennedy chega à convenção após ser indicado candidato presidencial pelo Partido Democrata, em 13 de julho de 1960.

Kennedy foi o primeiro senador desde 1920 a ser indicado para a presidência pelos democratas ou republicanos. No último dia da convenção, Kennedy fez seu discurso de aceitação no adjacente Los Angeles Memorial Coliseum. No discurso, ele falou sobre como os americanos podem estar hesitantes sobre ele por causa de sua fé. Em seu discurso, ele disse: "Estou totalmente ciente do fato de que o partido Democrata, ao indicar alguém da minha fé, assumiu o que muitos consideram um risco novo e perigoso". Ele continuou a quebrar a hesitação que alguns podem ter sobre sua fé católica, "E você, ao mesmo tempo, depositou sua confiança em mim e em minha capacidade de fazer um julgamento livre e justo... e rejeitar qualquer tipo de pressão ou obrigação religiosa que possa interferir direta ou indiretamente em minha conduta da Presidência no interesse nacional."
O discurso de aceitação de Kennedy também delineou sua visão de "uma Nova Fronteira" que ele contrastou com o New Deal de Franklin D. Roosevelt, sendo "um conjunto de desafios" em vez de "um conjunto de promessas". Ele afirmou que a ideia resumia "não o que pretendo oferecer ao povo americano, mas o que pretendo pedir a eles".
Theodore H. White escreveu em The Making of the President 1960 que em Washington, Richard Nixon assistiu Kennedy fazer seu discurso com dois membros de sua própria campanha. Nixon concluiu que o desempenho de Kennedy foi ruim e que ele poderia derrotá-lo em debates televisionados propostos.

## Indicação para vice-presidente

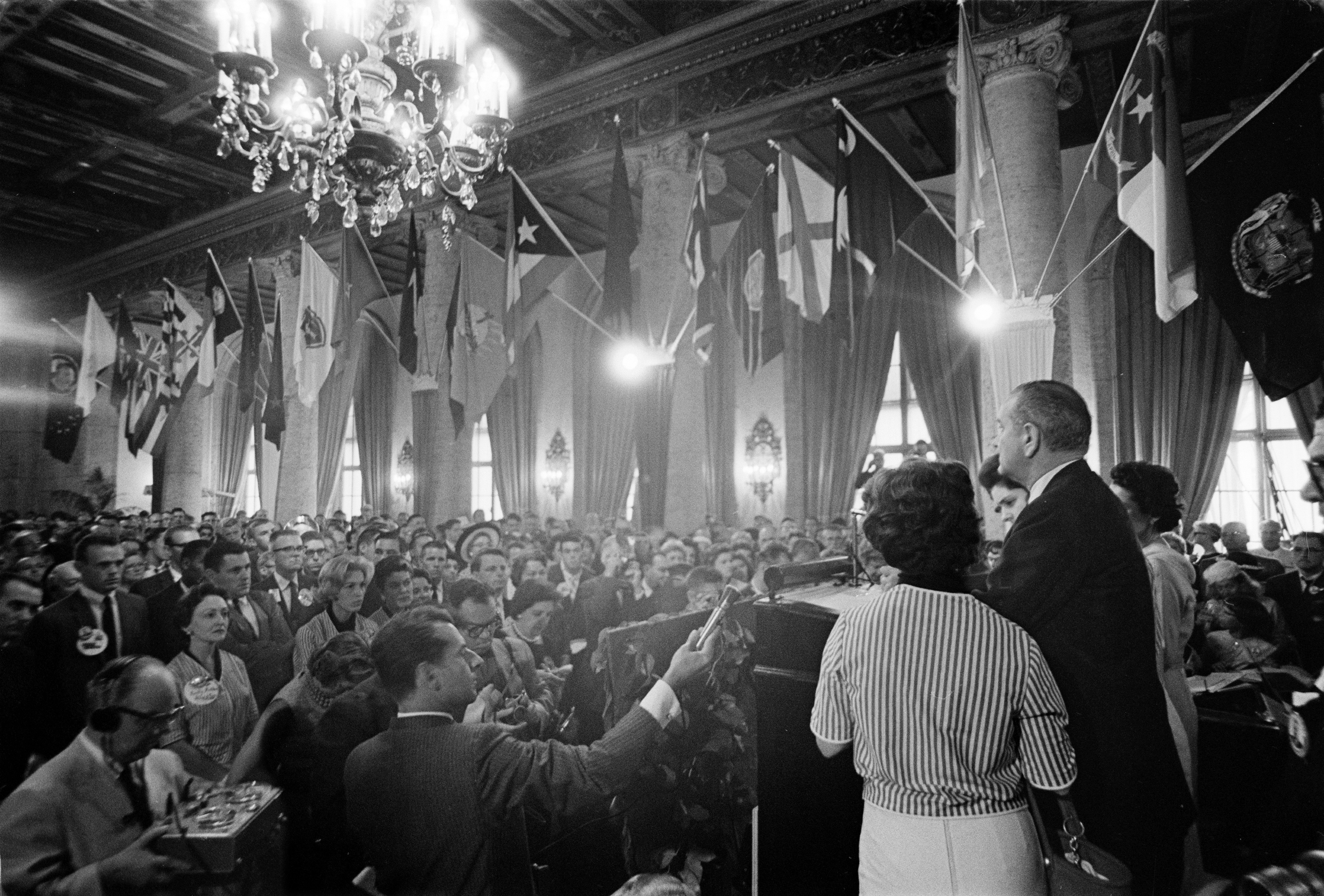
Johnson fala para uma multidão no Biltmore Hotel

Depois que Kennedy garantiu a indicação democrata, ele pediu a Johnson para ser seu companheiro de chapa, um movimento que surpreendeu a muitos, e por várias décadas, houve muito debate sobre por que foi oferecido a Johnson e por que ele aceitou. Alguns especularam que foi um movimento de cortesia para Johnson, que era o Líder da Maioria no Senado, e que Kennedy ficou surpreso quando Johnson aceitou; Kennedy preferia Stuart Symington do Missouri ou Henry M. Jackson de Washington como seu companheiro de chapa.
Uma história relacionada é que, depois que Johnson aceitou a oferta, Robert Kennedy foi à suíte de hotel de Johnson para dissuadi-lo de se tornar o candidato a vice-presidente. Johnson ficou ofendido que "o irmão mais novo de JFK" o incitaria descaradamente a ficar fora da chapa. Em resposta ao seu confronto direto com Robert Kennedy, Johnson ligou para JFK para confirmar que a indicação para vice-presidente era dele, o que JFK confirmou. Johnson e Robert Kennedy ficaram tão amargurados e o episódio marcou o início da rixa pessoal e política que teria graves implicações para o Partido Democrata na década de 1960.[carece de fontes?]

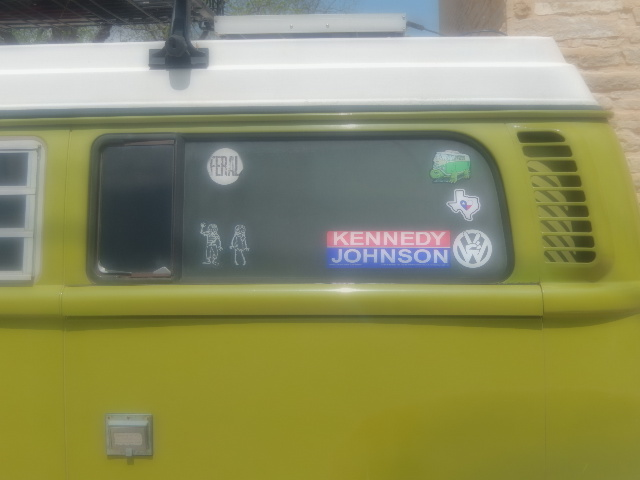
Mais de meio século após a formação da chapa Kennedy-Johnson, um admirador em 2014 ainda exibe um adesivo de campanha em seu veículo em Del Rio, Texas.

Em 1993, Evelyn Lincoln, secretária pessoal de JFK (antes e durante sua presidência), descreveu como a decisão foi tomada em uma entrevista gravada em vídeo. Ela disse que foi a única testemunha de uma reunião privada entre John e Robert Kennedy em uma suíte no Biltmore Hotel, onde eles tomaram a decisão. Ela disse que entrou e saiu da sala enquanto eles falavam e, quando estava na sala, os ouviu dizer que Johnson havia tentado chantagear JFK para lhe oferecer a indicação para vice-presidente com evidências de ser mulherengo fornecidas pelo diretor do FBI J. Edgar Hoover, discutir possíveis maneiras de evitar fazer a oferta e concluir que JFK não tinha escolha. Esta parte da fita de vídeo da entrevista de Lincoln foi incluída na série documental do The History Channel The Men Who Killed Kennedy, no episódio final 9, "The Guilty Men", produzido e exibido em 2003.
Kennedy anunciou Johnson como sua escolha de companheiro de chapa na tarde de 14 de julho. Johnson foi indicado por aclamação naquela noite. O Chicago Tribune que houve gritos de protesto nas galerias contra a moção de suspensão das regras para indicar Johnson, e novamente quando ele foi aclamado. Johnson é registrado como tendo recebido 100% dos votos.

## Logística
The Biltmore Hotel serviu como hotel sede da convenção.

## Na cultura
A convenção foi o cenário para o famoso perfil de Kennedy escrito por Norman Mailer, "Superman Comes to the Supermarket", publicado na Esquire.